# Cap-Santé
Cap-Santé – miasto w Kanadzie, w prowincji Quebec, w regionie Capitale-Nationale i MRC Portneuf. Pierwsi osadnicy pojawili się tutaj w 1679, czyli za czasów Nowej Francji, natomiast już w 1714 roku powstała oficjalnie parafia Sainte-Famille-du-Cap-Santé.
Liczba mieszkańców Cap-Santé wynosi 2666. Język francuski jest językiem ojczystym dla 95,8%, angielski dla 2,7% mieszkańców (2006).